# Auloniella
Auloniella is een geslacht van spinnen uit de familie wolfspinnen (Lycosidae).

## Soorten
De volgende soorten zijn bij het geslacht ingedeeld:
- Auloniella maculisterna Roewer, 1960